# Ефект відскоку
Ефект відскоку або феномен відскоку, також ефект рикошету або феномен рикошету — це поява або повторна поява симптомів, які або були відсутні, або були контрольовані під час приймання ліків, але з'являються, коли припиняється вживання того ж препарату або зменшується його доза. У разі повторної появи тяжкість симптомів часто проявляється більше, ніж до лікування.

## Визначення
Ефект відскоку, або феномен фармацевтичного відскоку, — це поява або повторна поява симптомів, які або були відсутні, або були контрольовані під час приймання ліків, але з'являються, коли приймання цих ліків припиняється або зменшується доза. У разі повторної появи симптомів тяжкість проявів часто гірша, ніж до лікування.

## Приклади

### Седативні снодійні
Відновлене безсоння — це безсоння, яке виникає після припинення приймання седативних речовин, які приймаються для полегшення первинного безсоння. Регулярне вживання цих речовин може призвести до того, що засинання людини стане залежним від їхнього впливу. Таким чином, коли людина припинила приймання ліків і «відновлюється» після його впливу, вона може відчувати безсоння як симптом/синдром відміни. Іноді таке безсоння може бути гіршим, ніж безсоння, для лікування якого призначений препарат. Поширеними ліками, які викликають цю проблему, є еззопіклон, золпідем і анксіолітики, такі як бензодіазепіни, які призначають людям, які мають труднощі з засипанням або засинанням.
Відновлена депресія може виникнути у пацієнтів, які раніше не хворіли на таку хворобу.
Ефект денного відскоку тривоги, металевий присмак, розлади сприйняття, які є типовими симптомами відміни бензодіазепінів, можуть виникнути наступного дня після того, як бензодіазепіновий снодійний засіб короткої дії перестали вживати. Феномен рикошету не обов'язково виникає лише після припинення приймання призначеної дози. Іншим прикладом є безсоння рано вранці, яке може виникнути, коли швидко усунутий гіпнотичний ефект зникає, що призводить до пробудження, змушуючи людину прокинутися до того, як вона виспалась повністю. Одним із препаратів, який, здається, зазвичай пов'язують із цими проблемами, є тріазолам через його високу ефективність і надкороткий період напіврозпаду, але ці ефекти можуть виникати з іншими снодійними препаратами короткої дії. Завдяки своїй селективності щодо бензодіазепінових рецепторів типу 1 і тривалому періоду напіврозпаду квазепам не викликає ефекту відскоку денної тривоги під час лікування, показуючи, що період напіврозпаду дуже важливий для визначення того, чи спричинить нічний снодійний ефект відміни наступного дня чи ні. Денний ефект відскоку не обов'язково є м'яким, але іноді може спричинити досить помітні психіатричні та психологічні розлади.

### Стимулятори
Ефекти відскоку від стимуляторів, таких як метилфенідат або декстроамфетамін, включають стимулювальний психоз, депресію та повернення симптомів СДУГ(ADHD), але в тимчасово посиленій формі. До третини дітей із СДУГ відчувають ефект відскоку після відміни метилфенідату.

### Антидепресанти
Багато антидепресантів, у тому числі СІЗЗС, можуть викликати рикошетну депресію, панічні атаки, тривогу та безсоння після припинення приймання.

### Антипсихотики
Раптова і важка поява або повторна поява психозу може виникнути, коли нейролептики змінюють або припиняють їхнє приймання надто швидко.

### Альфа-2 адренергічні засоби
Після припинення прийому клонідину і гуанфацину спостерігалася рикошетна гіпертензія, яка перевищувала рівень до лікування.
Безперервне використання місцевих деконгестантів (назальних спреїв) може призвести до постійної закладеності носа, відомої як медикаментозний риніт.

### Інші ліки
Іншим прикладом фармацевтичного рикошету є абузусний (рикошетний) головний біль від знеболювальних, коли доза знижується, ліки закінчуються або препарат раптово перестають вживати.
У 2022 році були опубліковані звіти про вірусну РНК і відновлення симптомів у людей з COVID-19, які отримували Paxlovid. У травні CDC було випущено попередження про стан здоров'я, в якому лікарів інформували про «відскоки Paxlovid», на які звернули увагу, коли президент США Джо Байден відчув відскок. Проте, причина відскоку незрозуміла, оскільки приблизно у третини людей із COVID-19 симптоми відновлюються незалежно від лікування.
Раптова відміна сильнодійних кортикостероїдів, таких як клобетазол при псоріазі, може спричинити розвиток набагато важчого випадку псоріазу. Тому відміна повинна бути поступовою, поки не буде застосовано дуже мало фактичних ліків.